# District de Badin
Le district de Badin (en ourdou : ضلع بدین) est une subdivision administrative du sud de la province du Sind au Pakistan. Constitué autour de sa capitale Badin, le district est entouré par les districts d'Hyderabad, de Tando Allahyar et de Mirpur Khas au nord, le district de Tharparkar à l'est, l'Inde au sud et enfin les districts de Thatta et de Tando Muhammad Khan à l'ouest.
Le district compte près de deux millions d'habitants en 2023. Il est relativement excentré et la population rurale vit surtout de l'agriculture, rendue difficile par un climat semi-aride. C'est un fief politique du Parti du peuple pakistanais.

## Histoire

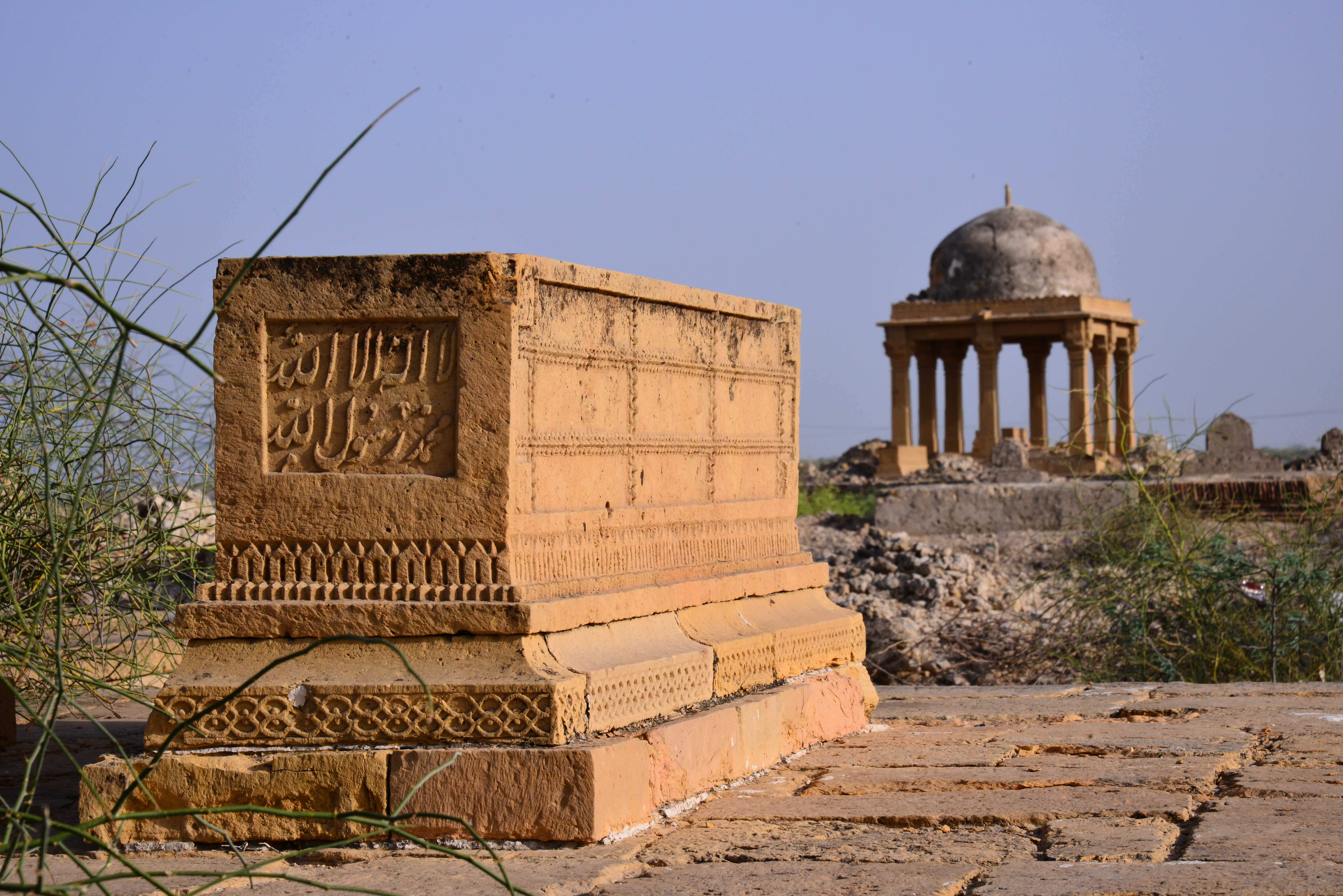
Mausolée de Makli.

La région de Badin a été sous la domination de diverses puissances au cours de l'histoire, notamment le Sultanat de Delhi puis l'Empire moghol, avant d'être est intégrée au Raj britannique en 1858.
Lors de l'indépendance vis-à-vis de l'Inde en 1947, la population majoritairement musulmane soutient la création du Pakistan. Des hindous quittent alors la région pour rejoindre l'Inde, tandis que des migrants musulmans venus d'Inde s'y installent.

## Démographie
Lors du recensement de 1998, la population du district a été évaluée à 1 136 044 personnes, dont environ 16 % d'urbains.
Le recensement suivant mené en 2017 pointe une population de 1 804 516 habitants, soit une croissance annuelle de 2,6 %, supérieure aux moyennes nationale et provinciale de 2,4 %. Le taux d'urbanisation augmente pour s'établir à 22 %.
Selon le recensement de 2023, la population atteint 1 947 081 habitants, avec une urbanisation stable. Le district est essentiellement d'ethnie sindie, puisque près de 93,9 % de la population parle le sindhi, tandis qu'on trouve quelques minorités parlant pendjabi (2,8 %) et hindko (1,1 %).
Le district est majoritairement musulman, à 74 % environ en 2023. On y trouve une importante minorité hindoue, comptant pour 25 % de la population du district, l'un des taux les plus élevés du pays. On compte aussi une petite minorité chrétienne de 5 212 fidèles.

## Administration

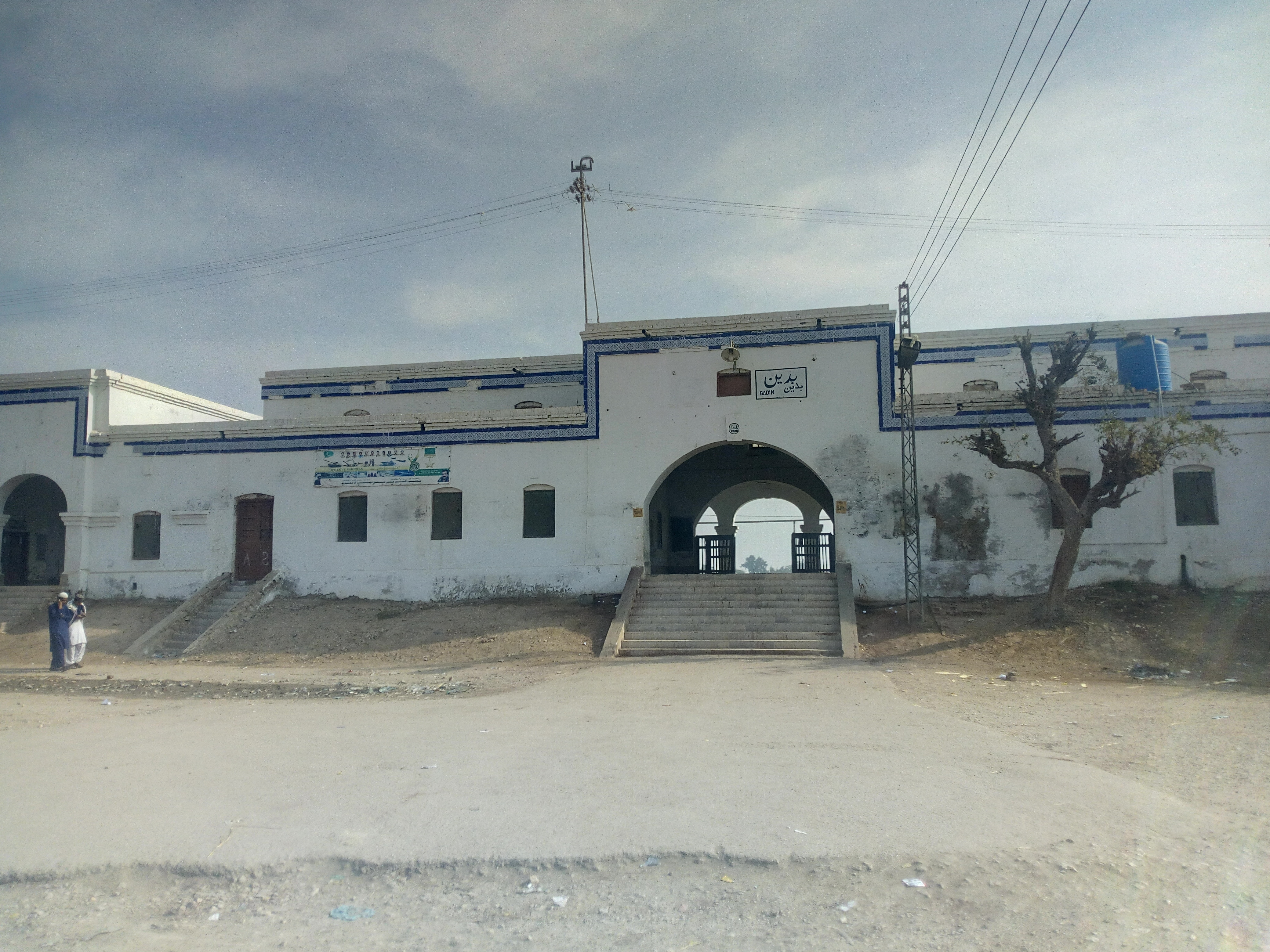
La gare de Badin.

Le district est divisé en cinq tehsils ainsi que 68 Union Councils.
| Tehsil     | Population (rec. 2023) |
| ---------- | ---------------------- |
| Badin      | 490 386                |
| Golarchi   | 374 854                |
| Matli      | 471 100                |
| Talhar     | 184 206                |
| Tando Bago | 426 535                |

On trouve douze villes dans le district, dont neuf comptent plus de 20 000 habitants. La plus importante est la capitale Badin, qui rassemble pourtant seulement 6 % des habitants.
| Ville            | Population (rec. 2023) |
| ---------------- | ---------------------- |
| Badin            | 117 455                |
| Matli            | 74 402                 |
| Tando Ghulam Ali | 36 961                 |
| Golarchi         | 35 313                 |
| Khoski           | 29 324                 |
| Talhar           | 27 231                 |
| Tando Bago       | 22 786                 |
| Kario Ghanwer    | 21 775                 |
| Rajo Khanani     | 21 513                 |

## Économie et éducation

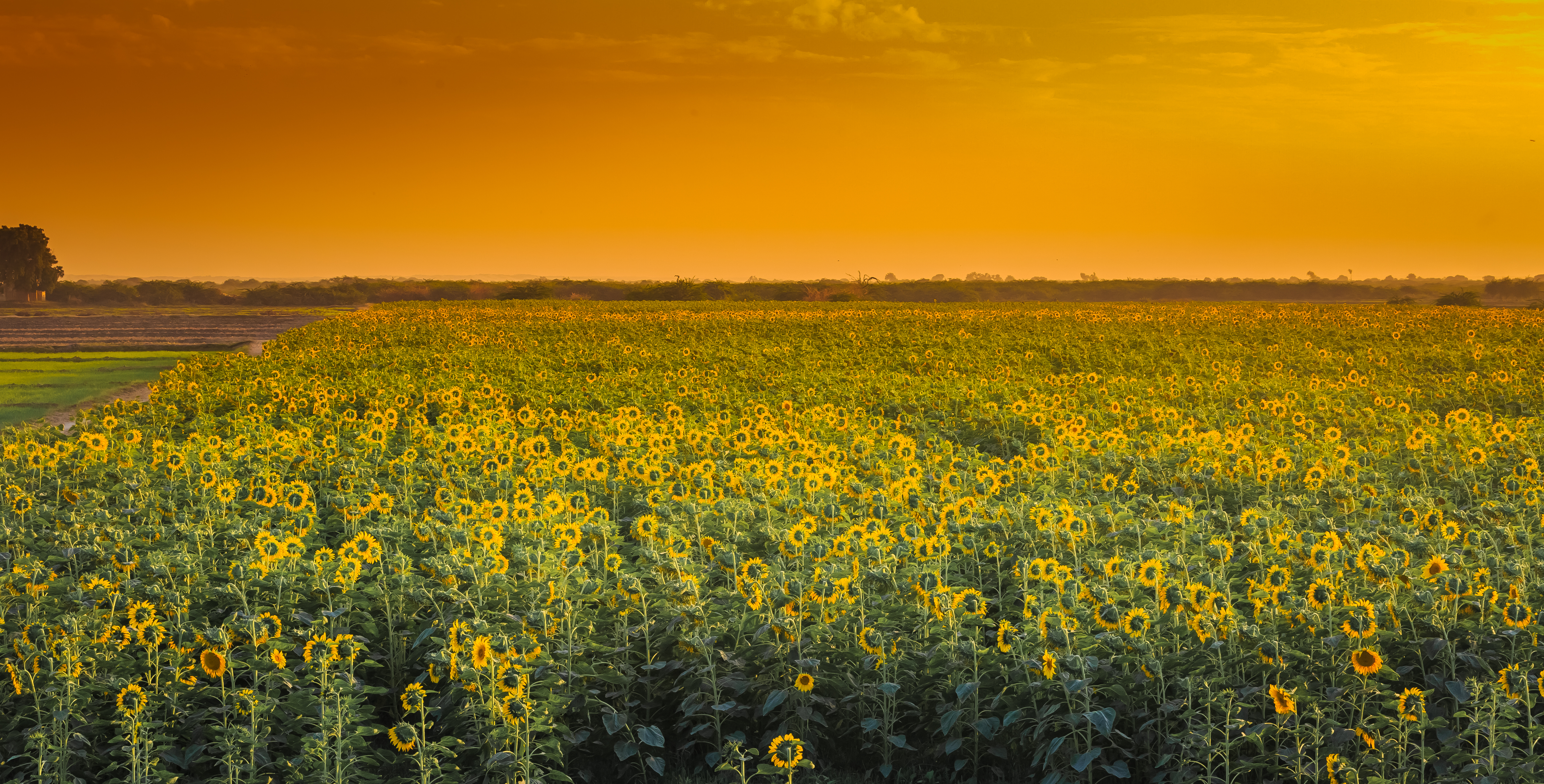
Champ de tournesols dans le district.

Le district de Badin est peu développé et surtout rural, alors qu'il est assez éloigné des principaux centres et axes de communication. Il est tout de même relié par le train à Hyderabad, deuxième ville de la province, et des gares sont présentes à Talhar et Badin, cette dernière marquant le terminus de la ligne. Bien que le climat soit semi-aride, la population vit surtout de l'agriculture grâce à un système d'irrigation alimenté par le barrage de Kotri notamment et qui couvre 300 000 hectares de terres. Le tournesol arrive en tête des plantes cultivées, suivi par la canne à sucre, le riz et le blé.
En 1998, le taux d'alphabétisation était de 25 % environ, soit bien moins que les moyennes nationale et provinciale de 44 % et 45 % respectivement. Il se situait à 35 % pour les hommes et 13 % pour les femmes, soit un différentiel de 22 points, semblable aux 20 points de la province. En 2023, ce taux monte à 37 %, dont 46 % pour les hommes et 26 % pour les femmes.
Selon un classement national de la qualité de l'éducation, le district se trouve bien en dessous de la médiane du pays, avec une note de 45 sur 100 et une égalité entre filles et garçons de 70 %. Il est classé 124e sur 141 districts au niveau des résultats scolaires et 96e sur 155 au niveau de la qualité des infrastructures des établissements du primaire.
L'Université du Sind a ouvert une antenne dans le district, le Laar College, qui propose des bachelors en commerce, administration et informatique.

## Politique

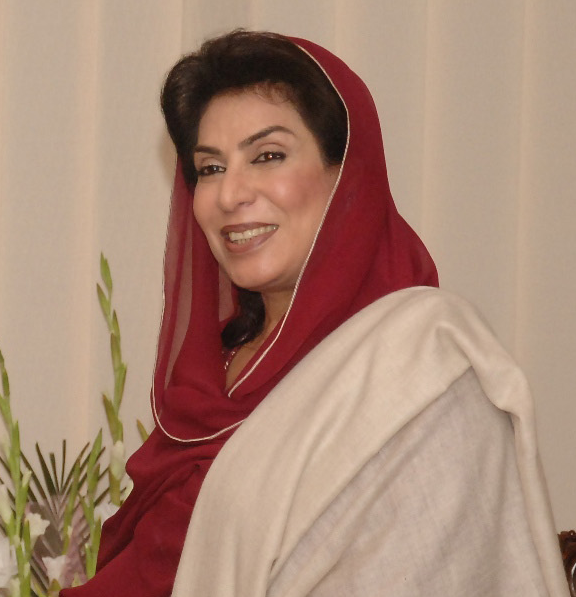
Fahmida Mirza, femme politique centrale du district.

En plus d'être un fief du Parti du peuple pakistanais, le district de Badin est le fief d'une famille politique : Fahmida Mirza, élue de nombreuses fois députée et présidente de l'Assemblée nationale de 2008 à 2013 et son époux Zulfiqar Mirza, élu plusieurs fois à un siège provincial et ministre de l'Intérieur de la province de 2008 à 2011.
Entre 2002 et 2018, le district est représenté par les cinq circonscriptions no 55 à 59 à l'Assemblée provinciale du Sind. Lors des élections législatives de 2008, elles sont toutes remportées par des candidats du Parti du peuple pakistanais (PPP), et de même durant les élections législatives de 2013. À l'Assemblée nationale, il est représenté par les deux circonscriptions no 224 et 225. Lors des élections de 2008, elles ont été toutes deux remportées par des candidats du PPP ainsi que durant les élections de 2013.
À la suite de la réforme électorale de 2018, le district est représenté par les deux circonscriptions no 229 et 230 à l'Assemblée nationale ainsi que les cinq circonscriptions no 70 à 74 de l'Assemblée provinciale. Lors des élections législatives de 2018, le couple Mirza rompt avec le PPP et rejoint la Grande alliance démocratique, contribuant à diviser l'électorat. Sur les sept circonscriptions, cinq sont remportées par le PPP et deux par l'alliance. Fahmida est réélue de justesse mais Zulfiqar échoue.
| Parti                                        | Voix (national) | %       | Élus nationaux | Élus provinciaux |
| -------------------------------------------- | --------------- | ------- | -------------- | ---------------- |
| Parti du peuple pakistanais                  | 190 969         | 48,03 % | 1              | 4                |
| Grande alliance démocratique                 | 176 819         | 44,47 % | 1              | 1                |
| Muttahida Majlis-e-Amal                      | 20 945          | 5,27 %  | 0              | 0                |
| Ligue musulmane du Pakistan (N)              | 1 258           | 0,32 %  | 0              | 0                |
| Indépendants                                 | 7 629           | 1,92 %  | 0              | 0                |
| Total exprimés (participation : 55,79 %)     | 397 620         | 100 %   | 2              | 5                |
| Source : Commission électorale du Pakistan,. |                 |         |                |                  |